# Труба Ксена
Трубка Ксена — діатрема, що пов'язана з кімберлітовим полем гір Бірч (Березових гір) та знаходиться на півночі Альберти, Канада. Вважається, що вона утворилася приблизно 75 мільйонів років тому, коли ця частина Альберти була вулканічно активною під час Пізньої крейди.